# Henri Salina

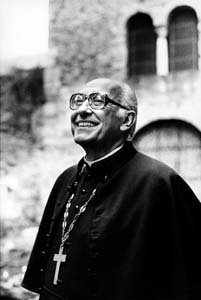
Henri Salina 1987

Henri Salina CRA (* 13. Dezember 1926 in Morges, Kanton Waadt, Schweiz; † 3. Dezember 2007 in La Pelouse, Bex, Kanton Waadt) war römisch-katholischer Abtbischof  von Saint-Maurice (Schweiz).

## Leben
Henri Salina war nach seiner Matura zunächst im Familienbetrieb in Morges tätig. 1953 trat er der Ordensgemeinschaft der Congregatio Helvetica a Sancto Mauritio Agaunensis (CRA) bei, legte 1957 seine ewige Profess ab und empfing am 15. September 1959 das Sakrament der Priesterweihe. Von 1958 bis 1964 unterrichtete Salina am Kollegium der Abtei Saint-Maurice. Von 1964 bis 1970 war er als Statthalter der Abtei bestellt; 1970 wurde er als Nachfolger von Louis-Séverin Haller amtierender Abt der Abtei Saint-Maurice, die seit 1128 der Sitz der Kongregation von St. Maurice de Agaunum der Augustiner-Chorherren ist. Der Abt wählte als Wahlspruch «La joie de l’espérance» – «Die Freude der Hoffnung».
Papst Johannes Paul II. ernannte ihn am 21. Dezember 1991 zum Titularbischof von Mons in Mauretania und spendete ihm am 6. Januar 1992 im Petersdom die Bischofsweihe; Mitkonsekratoren waren die Kurienerzbischöfe Giovanni Battista Re und Josip Uhač.
Von 1992 bis 1998 war er Abtprimas der Augustiner-Chorherren. 1993 und 1994 war er Präsident des Stiftungsrates des katholischen Hilfswerkes Fastenopfer.
Salina war von 1995 bis 1997 Präsident der Schweizer Bischofskonferenz (SBK). In seine Amtszeit fielen die Kirchenaffären mit dem heutigen Erzbischof des Erzbistums Vaduz, Wolfgang Haas, sowie dem ehemaligen Basler Bischof Hansjörg Vogel.
Seinem altersbedingten Rücktrittsgesuch wurde 1999 stattgegeben. Er lebte seitdem bei den Schwestern von Saint-Maurice in La Pelouse in der Gemeinde Bex im Waadtland und starb dort nach langer Krankheit wenige Tage vor Vollendung seines 81. Lebensjahres.